# Караули
Караули (англ. Karauli, хинди करौली) — город и муниципалитет в восточной части индийского штата Раджастхан. Административный центр округа Караули.

## География
Расположен на высоте 274 метров над уровнем моря. Климат города можно определить как субтропический засушливый.

## История
Город был основан в 1348 году. Ранее был столицей одноимённого туземного княжества.

## Население
Население по данным на 2001 год составляет 66 179 человек (35 156 мужчин и 31 023 женщины). Уровень грамотности составляет 53 % (65 % у мужчин и 41 % у женщин), что ниже среднего по стране уровня 59,5 %.
| 1991   | 2001   | 2012   |
| ------ | ------ | ------ |
| 49 008 | 66 239 | 86 679 |

Источник: